# Zegnak Xarvaixidze
Zegnak Xarvaixidze o Salomó Xarvaixidze fou un príncep d'Abkhàzia que, a la seva mort cap al 1700, va repartir els seus dominis entre els tres fills: Rostom Xarvaixidze (entre el Bziphe i el Kodori), Djigetshi Xarvaixidze (entre el Kodori i el Galidzga amb capital a Likhni) i Kvapu Xarvaixidze (entre el Galidzga i el Inguri amb capital a Bedia, territori que després es dirà Samurzakan pel seu príncep Murza khan o Mirza khan Xarvaixidze).